# Yên Phú (thị trấn)
Yên Phú là thị trấn huyện lỵ của huyện Bắc Mê, tỉnh Hà Giang, Việt Nam.

## Địa lý
Thị trấn Yên Phú có vị trí địa lý:
- Phía đông giáp xã Yên Phong và xã Phú Nam
- Phía tây giáp xã Lạc Nông và xã Giáp Trung
- Phía nam giáp xã Yên Cường
- Phía bắc giáp tỉnh Cao Bằng.

Thị trấn Yên Phú có diện tích 70,06 km², dân số năm 2019 là 7.793 người, mật độ dân số đạt 111 người/km².

## Hành chính
Thị trấn Yên Phú có 17 thôn, tổ dân phố được chia 12 thôn: Bản Lạn, Bản Sáp, Bó Củng, Giáp Yên, Nà Đon, Nà Nèn, Nà Phia, Khâu Đuổn, Lùng Éo, Pắc Mìa, Pắc Sáp, Yên Cư và 5 tổ dân phố: 1, 2, 3, 4, 5.

## Lịch sử
Ngày 18 tháng 11 năm 1983, Hội đồng Bộ trưởng ban hành Quyết định số 136-HĐBT về việc thành lập huyện Bắc Mê trên cơ sở tách xã Yên Phú của huyện Vị Xuyên.
Ngày 31 tháng 3 năm 2009, Chính phủ ban hànhNghị định số 11/NĐ-CP về việc thành lập thị trấn Yên Phú trên cơ sở nguyên trạng 6.723,31 ha diện tích tự nhiên và 6.082 nhân khẩu của xã Yên Phú.